# Gottfried Oliwa
Gottfried Oliwa ist ein ehemaliger deutscher Basketballspieler und heutiger Sportberichterstatter.

## Leben
Oliwa, der in Basketballkreisen auch unter dem Spitznamen „Goofy“ bekannt ist, war Schüler des Markgräfin-Wilhelmine-Gymnasiums in Bayreuth. Der 1,91 Meter-Mann, der im Angriff oft per Hakenwurf zum Korberfolg zu kommen versuchte, spielte auf der Innenposition, er stieg 1976 mit dem Post-SV Bayreuth in die Basketball-Bundesliga auf. Er gehörte in 13 Spieljahren zur Bayreuther Mannschaft. In der Saison 1982/83 sorgte sein verwandelter Freiwurf in der Schlusssekunde des Spiels gegen Hapoel Tel Aviv dafür, dass Bayreuth im Korac-Cup in die Gruppenphase der besten 16 Mannschaften einzog, was damals den bis dahin größten Europapokalerfolg eines deutschen Vertreters bedeutete. Allerdings setzten die durch die folgenden Spiele im Korac-Cup entstandenen Mehrausgaben dem Verein wirtschaftlich stark zu, trugen zum Ende des damaligen USC Bayreuth sowie dessen Nachfolgeverein Olympia USC bei, ehe der Einstieg der Steiner-Brüder die Bayreuther Mannschaft 1984 rettete. Oliwa gehörte bis 1989 zum Kader und war – wenn auch nicht als Leistungsträger – an den großen Erfolgen Ende der 1980er Jahre (Pokalsieger 1988 sowie Pokalsieger und Deutscher Meister 1989) beteiligt. In der Meistersaison 1988/89 gehört er noch als Trainingsspieler zum Kader.
Oliwa, der während seiner Basketballkarriere an den Universitäten Bayreuth und Würzburg studierte und bei den Bayreuther Basketballern während seiner Spielerzeit Aufgaben in der Öffentlichkeitsarbeit wahrnahm, wurde beruflich für den Bayerischen Rundfunk als Sportberichterstatter tätig.